# Jan van Eerd
Jan van Eerd (YAN) is een Nederlands producer en muzikant. Hij studeerde vibrafoon en slagwerk op het Koninklijk conservatorium in Den Haag. 

## Muzikale carriere
Na zijn studie begon Van Eerd zijn muzikale carrière in 2004 bij de band Spinvis als vibrafonist, waar hij vijf jaar heeft gespeeld. Naast Vibrafoon deed hij ook percussie en maakte hij samples. Hij speelt mee op de albums 'Nieuwegein aan zee', 'Dagen van gras, Dagen van stro', 'Goochelaars en Geesten', en speelden zij muziek onder gedichten van Simon Vinkenoog, uitgebracht op het album 'Ja!'. De formatie won in 2006 de popprijs. Voor het album 'Dagen van Gras, Dagen van Stro', kregen de muzikanten in 2009 een gouden plaat uitgereikt.
In 2009 speelde hij met Ellen Ten Damme als vibrafonist en percussionist in de show 'Durf jij?' die een Gouden Notenkraker won. In 2012 werkte hij tevens als percussionist en vibrafonist mee aan de show Spitz!, waar hij bassist Thijs Lodewijk (Ludowic) ontmoette, waarmee hij later bij Wende zou spelen en produceren.
Als YAN treed Van Eerd op met een stellage van instrumenten als vibrafoon, synthesizers uit de jaren 70 en 80, marimba en slagwerk. In 2021 sleepte hij met dit muziekproject een platencontract in de wacht bij Phillip Glass' label Orange Mountain Music. Minimal componist Philip Glass vroeg de Amsterdamse muzikant om een aantal Glass- composities te bewerken. Op het album 'Glass by Yan' bracht hij vier eigen (deels electronische) versies van Glass stukken uit waaronder Opening, A gentleman's honor, Floe and Etude no.9.

## Producent en componist
Vanaf 2008 werd Van Eerd afwisselend schrijver, producer, bandlid, musical director en muzikale partner van Wende Snijders. In 2008 schreven Van Eerd en Snijders samen het album no.9 , waarvoor zij een gouden plaat en een gouden harp ontvingen. In 2018 sloot Thijs Lodewijk zich bij hen aan en produceerden zij samen het album Mens, welke een Edison pop award voor beste Nederlandstalige album, en beste album won. Voor Ellen ten Damme co-produceerde hij het album 'Het regende zon' (2012).
Als producent werkt Van Eerd daarnaast ook voor theater, opera- en musicalproducties. Zo componeerde en produceerde hij muziek voor de nationale opera, toneelgroep oostpool, Toneelschuur en Het Nationale Theater. Ook maakte en speelde hij muziek voor de theatershows 'Hade part one' en 'Minis Plus' van Hadewych Minis die op de Parade en in Carré speelde. Minis speelde hierin de basgitaar, van Eerd de andere instrumenten, en zij maakten samen ritmes door te dansen in flamencoschoenen. De muziek dat het duo voor deze voorstelling heeft gemaakt is in 2013 uitgebracht op het album 'Hadewych Minis'. 
Zelf schreef hij samen met Hans Dagelet, die hij van Spinvis kende, een tweetal theaterstukken, waaronder R.I.P, met bijbehorende LP, ook genaamd 'R.I.P', en de show 'Stervend Europa' op basis van het werk van Ivan Goll.
Van Eerd heeft meegewerkt aan het album 'Ik zie je' van Nnelg, en is aan het werk te zien als producent de documentaire 'het kamp van Nnelg' van Into The Great Wide Open, uitgezonden op NTR. In dit schrijverskamp werkten zij met verschillende producers waaronder Fjèze Fur op Vlieland samen aan het album 'Ik zie je'. 
Naast zijn werk in de muziek en podiumkunsten heeft hij in 2021 ook een stuk gecomponeerd voor de opening van de show 'Ego' van kunstenaarsduo Studio Drift in theater Carré in Amsterdam.
- MusicBrainz: 072a48f4-b005-47b1-88e6-9a3f6d331e03